# (69986) 1998 WW24
(69986) 1998 WW24 é um objeto transnetuniano localizado no cinturão de Kuiper. É classificado como um plutino por estar em uma ressonância orbital 2:3 com Netuno. Foi descoberto em 18 de novembro de 1998 por Marc W. Buie. Possui um semieixo maior de 39,714 UA e um período orbital de 250,28 anos. Seu diâmetro é estimado em 160 km.